# آوریوزتاماک
آوریوزتاماک (به لاتین: Avryuztamak) یک منطقهٔ مسکونی در روسیه است که در باشقیرستان واقع شده‌است.